# Cuencas en islas entre límite regional, canal Ancho y estrecho de La Concepción
Las cuencas en islas entre límite regional, canal Ancho y estrecho de La Concepción son varias cuencas ubicadas en islas de la Región de Magallanes y la Antártica Chilena y tangencialmente en la Región de Aysén del General Carlos Ibáñez del Campo. La Dirección General de Aguas las reúne las 1.984.955 hectáreas en el ítem 121 del inventario BNA de cuencas de Chile.

## Límites y relieve

Comunas, departamentos y cuencas en torno al ítem 121 del inventario BNA de cuencas de Chile. Las líneas azules son cuencas/ítems, las rojas son las comunas.

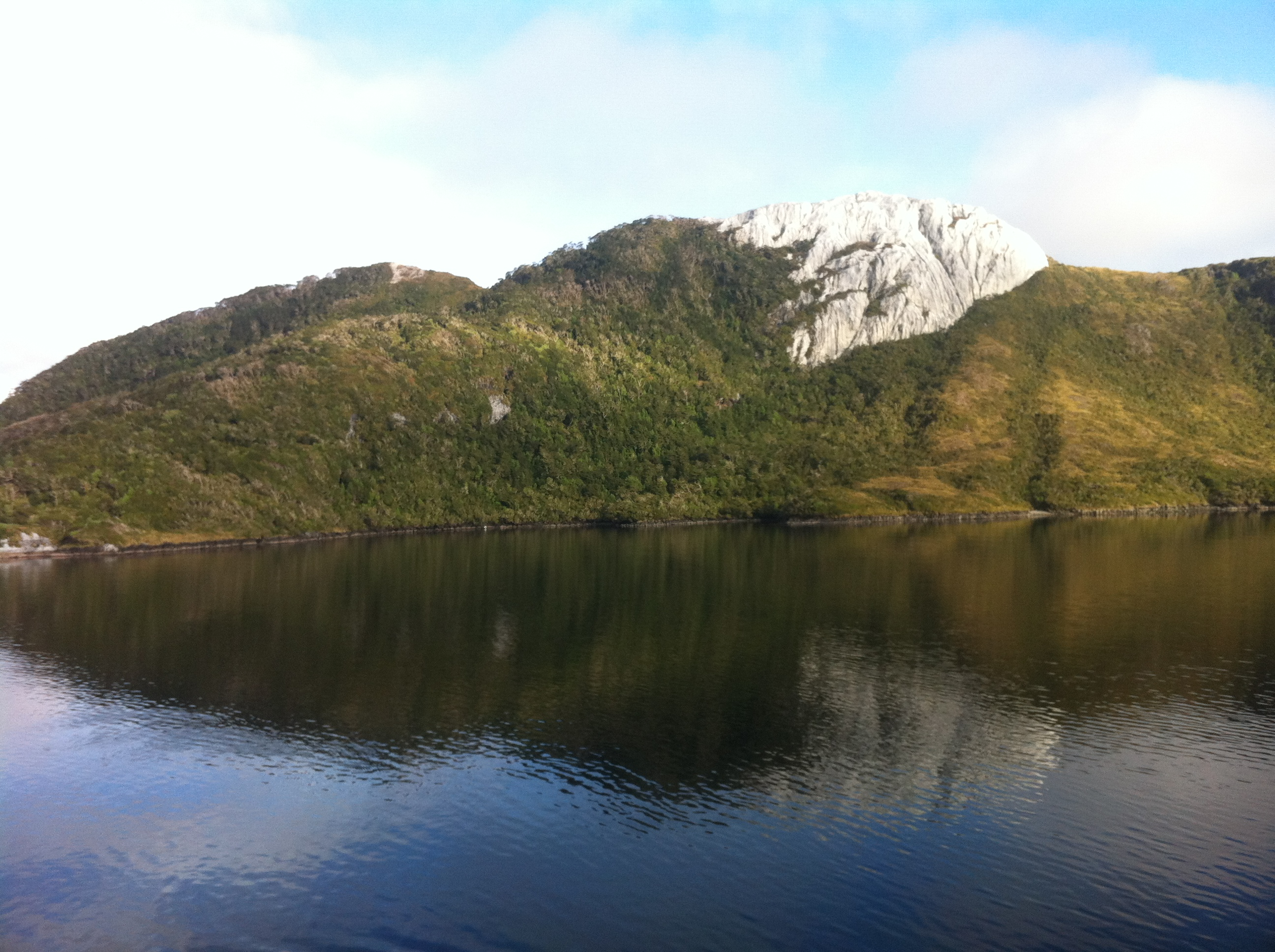
Isla Guarello.

Políticamente, el ítem 121 está emplazado casi totalmente dentro de la Comuna de Natales, en el límite norte de la Región de Magallanes. Solo porciones marginales ocupan la Región de Aysén. 
Con respecto a las cuencas o ítems de la DGA, el ítem limita al norte con el ítem 118 cuencas costeras entre río Pascua, límite regional y archipiélago Guayeco, al este con el ítem 120 cuencas costeras entre límite regional y seno Andrew y al sur con el ítem 123 cuencas en islas entre canales Concepción, Sarmiento y estrecho de Magallanes.

## Población
El sistema de información y monitoreo de biodiversidad del Ministerio del Medio Ambiente de Chile señala la siguiente distribución de las 1.984.955 hectáreas de superficie de la cuenca entre las comunas (el porcentaje es de la cuenca):
| Región                                    | Provincia        | Comuna  | Hectáreas     | Porcentaje |
| ----------------------------------------- | ---------------- | ------- | ------------- | ---------- |
| Aysén del General Carlos Ibáñez del Campo |                  |         | 11,478        | < 0,1%     |
|                                           | Capitán Prat     |         | 11,478        | < 0,1%     |
|                                           |                  | Tortel  | 11,478        | < 0,1%     |
| Magallanes y de la Antártica Chilena      |                  |         | 1.174.548,217 | 59,173%    |
|                                           | Última Esperanza |         | 1.174.548,217 | 59,173%    |
|                                           |                  | Natales | 1.174.548,217 | 59,173%    |

## Subdivisiones
La Dirección General de Aguas subdivide o reúne las cuencas de Chile acorde a las necesidades de estudio y gestión. Existen dos inventarios que han logrado ser aceptados como principales, el inventario de cuencas del Banco Nacional de Aguas (BNA) de 1978, de mayor uso, y el inventario de cuencas del Departamento de Administración de Recursos Hídricos (DARH) de 2014 de mejor cartografía que ha obligado a redefinir algunos límites, a veces con cambios mayores, pero también por algunas redefiniciones del concepto de subcuenca.
Bajo el BNA el código del ítem es 121 y con el DARH es 1203.
La subdivisión del BNA es como sigue:
| Cuenca                                                                                           | Subcuenca | Subsubcuenca | Aguas                                                              | Área drenaje km² | Observaciones |
| ------------------------------------------------------------------------------------------------ | --------- | ------------ | ------------------------------------------------------------------ | ---------------- | ------------- |
| 121 Cuencas en islas entre límite regional, canal Ancho y estrecho de La Concepción (121) (mapa) |           |              |                                                                    |                  |               |
| 121                                                                                              | 1210      | 12100        | Isla Knorr                                                         | 180              |               |
| 121                                                                                              | 1210      | 12101        | Isla Aldea                                                         | 270              |               |
| 121                                                                                              | 1210      | 12102        | Isla Videla                                                        | 38               |               |
| 121                                                                                              | 1210      | 12103        | Isla Orella                                                        | 309              |               |
| 121                                                                                              | 1210      | 12104        | Isla Esmeralda                                                     | 941              |               |
| 121                                                                                              | 1210      | 12105        | Isla Covadonga                                                     | 261              |               |
| 121                                                                                              | 1210      | 12106        | Isla Stosch y adyacentes                                           | 1077             |               |
| 121                                                                                              | 1211      | 12110        | Isla Lavinia                                                       | 59               |               |
| 121                                                                                              | 1211      | 12111        | Isla Angamos                                                       | 597              |               |
| 121                                                                                              | 1211      | 12112        | Isla Chipana y Stubben Kammer                                      | 160              |               |
| 121                                                                                              | 1212      | 12120        | Costeras del Estrecho Erhardt y canal Fallos                       | 566              |               |
| 121                                                                                              | 1212      | 12121        | Costeras Canal Machado                                             | 709              |               |
| 121                                                                                              | 1212      | 12122        | Península Singular                                                 | 861              |               |
| 121                                                                                              | 1212      | 12123        | Península Wharton                                                  | 1540             |               |
| 121                                                                                              | 1212      | 12124        | Costeras del Estrecho Search y Canal Mesier Hasta Fiordo Beauchamp | 649              |               |
| 121                                                                                              | 1212      | 12125        | Costeras Orientales Entre Fiordo Beauchamp y Fiordo Veto           | 739              |               |
| 121                                                                                              | 1212      | 12126        | Costeras Orientales Entre Fiordo Veto y Fiordo Antrim              | 414              |               |
| 121                                                                                              | 1212      | 12127        | Costeras del poniente Entre Fiordo Isla (Incluido) y Fiordo Marsh  | 1481             |               |
| 121                                                                                              | 1212      | 12128        | Península al Sur Fiordos Marsh y Antrim                            | 1296             |               |
| 121                                                                                              | 1212      | 12129        | Islas Saumarez y Angle                                             | 317              |               |
| 121                                                                                              | 1213      | 12130        | Isla Kalau                                                         | 292              |               |
| 121                                                                                              | 1213      | 12131        | Islas Taggart y Emma                                               | 332              |               |
| 121                                                                                              | 1213      | 12132        | Isla Mornington                                                    | 1750             |               |
| 121                                                                                              | 1214      | 12140        | Isla Madre de Dios                                                 | 2636             |               |
| 121                                                                                              | 1214      | 12141        | Islas Tarlton y Guarello                                           | 162              |               |
| 121                                                                                              | 1214      | 12142        | Islas Anafur, Caracciolo, Escribano y Drummond                     | 570              |               |
| 121                                                                                              | 1215      | 12150        | Isla Duque de York                                                 | 1648             |               |
| total:                                                                                           | 6         | 27           | Región: XII (100%) / Tipo: Exorreica / Desemb.: O. Pacífico        | 19854            |               |

La disposición de cuencas en el inventario DARH es la siguiente:
| Código   | Nombre                                                        | Código en mapa                      | Tipología de cuenca                 | Vertiente de cuenca                 | Origen de cuenca                    | Temperatura media anual (C°)        | Temperatura máxima (C°)             | Temperatura mínima (C°)             | Precipitación anual (mm)            | Número de estaciones fluviométricas | Número de estaciones pluviométricas | Área (km²)                          |
| -------- | ------------------------------------------------------------- | ----------------------------------- | ----------------------------------- | ----------------------------------- | ----------------------------------- | ----------------------------------- | ----------------------------------- | ----------------------------------- | ----------------------------------- | ----------------------------------- | ----------------------------------- | ----------------------------------- |
| 1201     | Cuencas del Archipiélago Wellington                           | Cuencas del Archipiélago Wellington | Cuencas del Archipiélago Wellington | Cuencas del Archipiélago Wellington | Cuencas del Archipiélago Wellington | Cuencas del Archipiélago Wellington | Cuencas del Archipiélago Wellington | Cuencas del Archipiélago Wellington | Cuencas del Archipiélago Wellington | Cuencas del Archipiélago Wellington | Cuencas del Archipiélago Wellington | Cuencas del Archipiélago Wellington |
| 12010000 | Isla Wellington Fiordo Wald                                   | 8                                   | Exorreica                           | Pacífico                            | Pluvial                             | 6.2                                 | 13.2                                | 0.3                                 | 3639.6                              | 0                                   | 0                                   | 503.0                               |
| 12010001 | Isla Wellington Fiordo Don José                               | 9                                   | Exorreica                           | Pacífico                            | Pluvial                             | 6.7                                 | 13.2                                | 1.1                                 | 4085.8                              | 0                                   | 0                                   | 464.8                               |
| 12010002 | Isla Wellington Fiordo del Indio                              | 10                                  | Exorreica                           | Pacífico                            | Pluvial                             | 5.9                                 | 13.0                                | -0.2                                | 3590.4                              | 1                                   | 2                                   | 654.9                               |
| 12010003 | Isla Wellington Fiordo Triple                                 | 11                                  | Exorreica                           | Pacífico                            | Pluvial                             | 5.9                                 | 12.7                                | 0.1                                 | 3971.9                              | 0                                   | 0                                   | 625.5                               |
| 12010004 | Isla wellington Isla Saumarez                                 | 12                                  | Exorreica                           | Pacífico                            | Pluvial                             | 6.4                                 | 13.8                                | 0.1                                 | 3380.7                              | 0                                   | 0                                   | 224.7                               |
| 12010005 | Isla Wellington entre Fiordo Beto y Fiordo Antrim             | 13                                  | Exorreica                           | Pacífico                            | Pluvial                             | 5.7                                 | 12.8                                | -0.4                                | 3726.9                              | 0                                   | 0                                   | 359.9                               |
| 12010006 | Isla Wellington Seno Ventisquero                              | 14                                  | Exorreica                           | Pacífico                            | Pluvial                             | 5.9                                 | 12.7                                | 0.1                                 | 4114.4                              | 0                                   | 0                                   | 1257.3                              |
| 12010007 | Isla Wellington Fiordo Yorsin                                 | 15                                  | Exorreica                           | Pacífico                            | Pluvial                             | 6.2                                 | 13.1                                | 0.3                                 | 4172.2                              | 0                                   | 0                                   | 794.5                               |
| 12010100 | Isla Knorr                                                    | 16                                  | Exorreica                           | Pacífico                            | Pluvial                             | 7.2                                 | 13.5                                | 1.7                                 | 4201.4                              | 0                                   | 0                                   | 121.9                               |
| 12010101 | Isla Aldea                                                    | 17                                  | Exorreica                           | Pacífico                            | Pluvial                             | 7.0                                 | 13.2                                | 1.7                                 | 4440.9                              | 0                                   | 0                                   | 205.3                               |
| 12010102 | Isla Orella                                                   | 18                                  | Exorreica                           | Pacífico                            | Pluvial                             | 6.9                                 | 13.1                                | 1.6                                 | 4573.9                              | 0                                   | 0                                   | 239.7                               |
| 12010103 | Isla Videla                                                   | 19                                  | Exorreica                           | Pacífico                            | Pluvial                             | 8.2                                 | 14.1                                | 3.0                                 | 4736.4                              | 0                                   | 0                                   | 22.8                                |
| 12010104 | Isla Esmeralda                                                | 20                                  | Exorreica                           | Pacífico                            | Pluvial                             | 6.9                                 | 12.8                                | 1.8                                 | 4843.9                              | 0                                   | 0                                   | 580.6                               |
| 12010105 | Isla Stosch                                                   | 21                                  | Exorreica                           | Pacífico                            | Pluvial                             | 7.0                                 | 12.8                                | 1.9                                 | 5049.8                              | 0                                   | 0                                   | 434.3                               |
| 12010106 | Isla Covadonga                                                | 22                                  | Exorreica                           | Pacífico                            | Pluvial                             | 7.2                                 | 12.9                                | 2.3                                 | 5093.3                              | 0                                   | 0                                   | 98.3                                |
| 12010200 | Isla Wellington Isla Ida                                      | 23                                  | Exorreica                           | Pacífico                            | Pluvial                             | 7.0                                 | 13.3                                | 1.5                                 | 4477.0                              | 0                                   | 0                                   | 31.5                                |
| 12010201 | Isla Wellington Isla Angamos                                  | 24                                  | Exorreica                           | Pacífico                            | Pluvial                             | 6.4                                 | 12.7                                | 0.9                                 | 4467.4                              | 0                                   | 0                                   | 477.3                               |
| 12010202 | Isla Wellington Isla Chipana                                  | 25                                  | Exorreica                           | Pacífico                            | Pluvial                             | 6.9                                 | 13.0                                | 1.5                                 | 4822.6                              | 0                                   | 0                                   | 91.4                                |
| 12010203 | Isla Wellington entre canal Hernán Gallego y Fiordo Maldonado | 26                                  | Exorreica                           | Pacífico                            | Pluvial                             | 6.4                                 | 12.7                                | 0.9                                 | 4722.0                              | 0                                   | 0                                   | 705.9                               |
| 12010204 | Isla Wellington entre Fiordo Maldonado y Fiordo del Norte     | 27                                  | Exorreica                           | Pacífico                            | Pluvial                             | 6.9                                 | 12.9                                | 1.5                                 | 5172.6                              | 0                                   | 0                                   | 1114.4                              |
| 12010300 | Islote Raúl                                                   | 28                                  | Exorreica                           | Pacífico                            | Pluvial                             | 7.9                                 | 13.5                                | 3.0                                 | 5532.0                              | 0                                   | 0                                   | 19.7                                |
| 12010301 | Isla Bachem                                                   | 29                                  | Exorreica                           | Pacífico                            | Pluvial                             | 7.9                                 | 13.6                                | 2.9                                 | 5558.1                              | 0                                   | 0                                   | 54.9                                |
| 12010302 | Isla Mornington                                               | 30                                  | Exorreica                           | Pacífico                            | Pluvial                             | 7.2                                 | 13.0                                | 2.1                                 | 5724.1                              | 0                                   | 0                                   | 638.5                               |
| 12010400 | Archipiélago Madre de Dios                                    | 31                                  | Exorreica                           | Pacífico                            | Pluvial                             | 6.8                                 | 12.7                                | 1.5                                 | 5777.8                              | 0                                   | 0                                   | 1182.6                              |
| 12010401 | Isla Anafur                                                   | 32                                  | Exorreica                           | Pacífico                            | Pluvial                             | 7.0                                 | 13.0                                | 1.6                                 | 5414.1                              | 0                                   | 0                                   | 231.1                               |
| 12010402 | Islas Guarello y Tarlton                                      | 33                                  | Exorreica                           | Pacífico                            | Pluvial                             | 6.8                                 | 12.4                                | 1.8                                 | 6393.0                              | 0                                   | 0                                   | 44.6                                |
| 120105   | Isla Duque de York                                            | 0                                   | Exorreica                           | Pacífico                            | Pluvial                             | 6.6                                 | 12.1                                | 1.6                                 | 5826.3                              | 0                                   | 0                                   | 534.7                               |

## Hidrología

### Red hidrográfica
Los cuerpos de agua considerados en esta categoría son:

### Caudales y régimen
Según el inventario DARH, todas las cuencas tienen un origen pluvial.

### Humedales
El Ministerio del Medio Ambiente no registra humedales reconocidos de tipo alguno estas cuencas.

### Glaciares
El inventario público de glaciares de Chile 2022 registra en las islas 536 glaciares que cubren 43,68 km² y se estima que almacenan un volumen de 0,67 km³ de agua.

## Clima
Los diagramas Walter Lieth muestran con un área azul los periodos en que las precipitaciones sobrepasan la cantidad de agua que el calor del sol evapora en el mismo lapso de tiempo, (un promedio de 10 °C mensuales evaporan 20 mm de agua caída) dejando un clima húmedo. Por el contrario, las zonas amarillas indican que durante ese tiempo el agua caída puede ser evaporada por el calor del sol. El área gris señala meses muy húmedos.

## Actividades económicas
En la isla Guarello se explota la caliza, necesaria para la producción de acero.